# Kwita Izina Cycling Tour
El Kwita Izina Cycling Tour és una competició ciclista per etapes que es corria anualment a Ruanda. La cursa va formar part de l'UCI Africa Tour, amb una categoria 2.2.

## Palmarès
| Any  | Vencedor             | Segon            | Tercer             |
| ---- | -------------------- | ---------------- | ------------------ |
| 2009 | Abraham Ruhumuriza   |                  |                    |
| 2010 | Abraham Ruhumuriza   |                  |                    |
| 2011 | Daniel Teklehaymanot | Fregalsi Debesay | Adil Jelloul       |
| 2012 | Abraham Ruhumuriza   | Azzedine Lagab   | Joseph Biziyaremye |